# Passion (албум на Джери Халиуел)
Passion е третият студиен албум на английската певица Джери Халиуел, издаден през 2005 година. Албумът успява да достигне 45-о място във Великобритания.

## Списък с песните
1. „Passion“ – 2:56
2. „Desire“ – 3:22
3. „Love Never Loved Me“ – 4:04
4. „Feel The Fear“ – 4:15
5. „Superstar“ – 3:28
6. „Surrender Your Groove“ – 2:58
7. „Ride It“ – 3:46
8. „There's Always Tomorrow“ – 3:48
9. „Let Me Love You More“ – 4:06
10. „Don't Get Any Better“ – 3:23
11. „Loving Me Back To Life“ – 3:24
12. „So I Give Up On Love“ – 2:43